# Sóc bay Hagen
Sóc bay Hagen, tên khoa học Petinomys hageni, là một loài động vật có vú trong họ Sóc, bộ Gặm nhấm. Loài này được Jentink mô tả năm 1888.